# Il sergente Klems
Il sergente Klems è un film del 1971 diretto da Sergio Grieco.
Basato sulla storia vera del legionario tedesco Otto Josef Klems, che disertò la Legione straniera per unirsi ai ribelli del Rif in Marocco.

## Trama
1918. Fronte dell'Artois. Un soldato tedesco esce dalla propria trincea e, per proteggersi dal freddo, indossa la divisa di un francese morto. Scoperto dai nemici, sta per essere fucilato come spia. Un soldato tedesco, di nome Otto Josef Klems, gli suggerisce, per giustificare la divisa francese, di dire di essere un soldato della legione straniera francese di origine tedesca.  Il giovane soldato prende quindi le generalità di Otto Josef Klems.
Alcuni anni più tardi, con il grado di sergente, si trova a Guercif a combattere i ribelli del Marocco. Tuttavia, in cuor suo,  non approva i metodi brutali usati dalla Legione straniera, verso la popolazione civile inerme. Grazie alle qualità dimostrate e alla intercessione del proprio Tenente, un omosessuale attratto dal giovane militare, riesce ad ottenere la promozione al grado di sergente.
Durante un combattimento, si accorge che un soldato indigeno sta per scappare, ma data l'amicizia che lo lega con lo stesso decide di sparare senza colpirlo. Il Tenente, essendosi accorto che ha volontariamente fatto fuggire l'indigeno, lo ricatta sessualmente per non accusarlo di complicità. Il giovane, per evitare la corte marziale, e per incontrare una donna che è venuto a trovarlo, decide di fuggire.
La donna è la moglie di Otto Josef Klems che dopo molti anni è finalmente  riuscita a ritrovare il marito. Una volta che la donna si  accorge che l'uomo non è il marito accusa il giovane di aver "rubato" il nome del marito, ma dopo aver saputo come sono andate le cose, lo perdona. Il giovane soldato riesce a fuggire dalla città grazie all'aiuto di una prostituta italiana che gestisce un bordello frequentato dai legionari.
Essendo diventato un “disertore” della Legione straniera inizia la sua fuga nel deserto. Durante la fuga si accorge che un gruppo di legionari ha attaccato un accampamento al solo fine di uccidere donne e bambini e decide di intervenire per bloccare le inutili violenze. La fuga nel deserto finisce quando stanco si addormenta nel deserto  e viene catturato da un combattente del Rif che lo consegna al proprio capo, Abd el-Krim. Durante la prigionia incontra l'indigeno disertore che riconoscente per l'aiuto ricevuto, riesce a salvargli la vita, garantendo per lui.
Il capo dei Rif chiede la collaborazione del giovane sergente nell'uso delle armi, catturate in precedenza agli Spagnoli. 
Gli indigeni non hanno le conoscenze tecniche necessarie e l'uso improprio dei proiettili crea incidenti gravi.
Il sergente Klems mostra la propria abilità nel guidare i Rifani contro l'esercito spagnolo e in breve tempo diventa luogotenente di Abd el-Krim. Decide di convertirsi all'Islam, cambia il proprio nome in El-hadj Alemàn e sposa una donna musulmana, cugina del proprio capo. 
Alla fine del 1925, Francia e Spagna creano una forza congiunta d'intervento di circa mezzo milione di uomini, dotati di armi moderne: cannoni, carri armati, aeroplani. Per i Rifani non c'è possibilità di vittoria. Per evitare ulteriori sofferenze al suo popolo, Abd el-Krim si arrende il 26 maggio 1926. Il suo destino sarà l'esilio.
A causa della resa del proprio capo e del tradimento dei capi tribù che, essendo stati pagati dai colonizzatori francesi e spagnoli, si ritirano dal conflitto, decide di allontanarsi dalla zona di guerra insieme alla sua famiglia e ai pochi soldati rimasti fedeli. 
Il suo obiettivo è riorganizzare le forze per continuare a combattere francesi e spagnoli.
Durante la ritirata un aereo francese individua la colonna e la attacca uccidendo tutti con la sola esclusione del protagonista. Deluso dal tradimento dei suoi soldati, addolorato dalla morte della moglie e del bambino appena nato, decide di ritirarsi definitivamente dal conflitto e di morire.
Il film finisce con un combattimento suicida tra i soldati di Abe el - Krim fatto per ridurre il disonore derivante dalla resa. Durante il combattimento il sergente Klems rimane leggermente ferito ma essendo stato riconosciuto dai francesi è catturato.
Il sergente sarà processato per diserzione e “alto tradimento” e condannato a "morte". Grazie all'intervento di Abd el-Krim la pena viene tramutata in una condanna all'ergastolo da scontare nella Guyana, dove morirà nel 16 ottobre 1933.